# 혼전

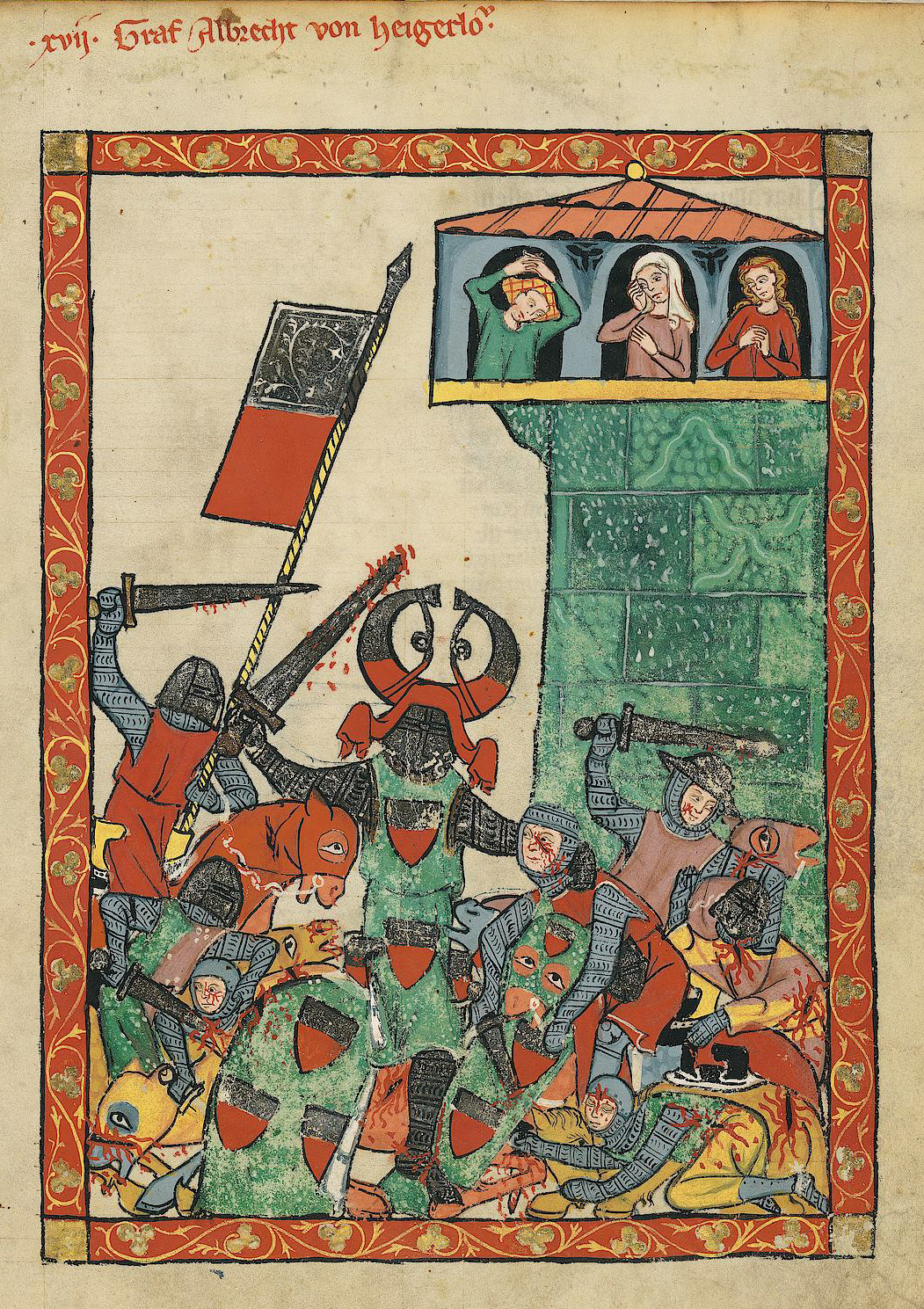
독일 필사본에 묘사된 전투의 한 장면. 무질서하게 밟고 밟히며 죽고 죽이는 난장판이 벌어졌다.

혼전(混戰, 프랑스어: mêlée 멜레[*]; 영어: melee 멜레이[*]), 또는 난전(亂戰)이란 여러 명의 전투원이 서로 뒤섞여 무질서하게 근접전을 벌이는 상황을 가리킨다. 집단 전술 확립이나 조직적 부대 정리를 행하지 않은 상태에서 양측 군대가 서로 맞물려 전투가 벌어지면 혼전 상태에 빠지게 되고, 전투원 개개인 각자 살아남기 위해 싸워야 한다.

## 같이 보기
- 근접 무기
- 근접 전투